# Dékoa
Dékoa ist eine Stadt in der Präfektur Kémo im Zentrum der Zentralafrikanischen Republik. Die Bevölkerungszahl von Dékoa wird für das Jahr 2012 mit 15.406 Einwohnern angegeben. Dékoa ist die Hauptstadt einer Unterpräfektur gleichen Namens und liegt auf einer Höhe von etwa 550 m auf der Wasserscheide zwischen den Einzugsgebieten des Schari (Tschadbecken) und dem des Ubangi (Kongobecken).

## Verkehr
Dékoa liegt an der 600 Kilometer langen Route Nationale 8, die gut 70 Kilometer weiter südlich in Sibut beginnt und nach Nordosten bis nach Birao und weiter an die Grenze zum Sudan führt. Außerdem existieren Regionalstraßen, die nach Bouca (Westen) bzw. nach Mala und Grimari (Osten) führen.

## Bevölkerung
Die Bevölkerung in der Präfektur Kémo gehört zum großen Teil zu den Banda, die Landwirtschaft betreiben.

## Bürgerkrieg in der Zentralafrikanischen Republik
Dékoa und Umgebung liegt in umkämpftem Gebiet, zeitweise wird es von Regierungstruppen kontrolliert, manchmal übernehmen Rebellengruppen die Kontrolle über die Städte. Im Zuge der Präsidentschaftswahl in der Zentralafrikanischen Republik 2020/21 kam es zu Aufständen und Attacken von Rebellen auf Städte in unterschiedlichen Teilen des Landes, so auch in der Präfektur Kémo. Im Dezember 2020 kam es unter anderem in Dékoa zu Kämpfen zwischen Regierungssoldaten und Rebellen und es wurden in Dékoa bzw. Bakouma drei Blauhelmsoldaten der MINUSCA von unidentifizierten Rebellen getötet, auch im Januar 2021 kam es zu Kämpfen in Dékoa. Die Kämpfe führten zu einem akuten Mangel an Trinkwasser, Nahrung und Produkten für Hygiene und Gesundheit.

## Persönlichkeiten
- Jean-Paul Ngoupandé (1948–2014), Premierminister der Zentralafrikanischen Republik